# Otto Froitzheim
Otto Froitzheim (Estrasburgo, 24 de abril de 1884-Wiesbaden, 27 de octubre de 1962) fue un tenista alemán. A principios del siglo XX, fue el mejor tenista alemán, ya que entre los años 1907 y 1925 salió siete veces vencedor en torneos internacionales de tenis. Además, fue entre otras cosas, ganó la medalla de plata en tenis individual en los Juegos Olímpicos de Londres 1908. Además de competir individualmente en partidos de tenis, también durante muchos años fue miembro activo del equipo de Alemania en la Copa Davis.

## Biografía

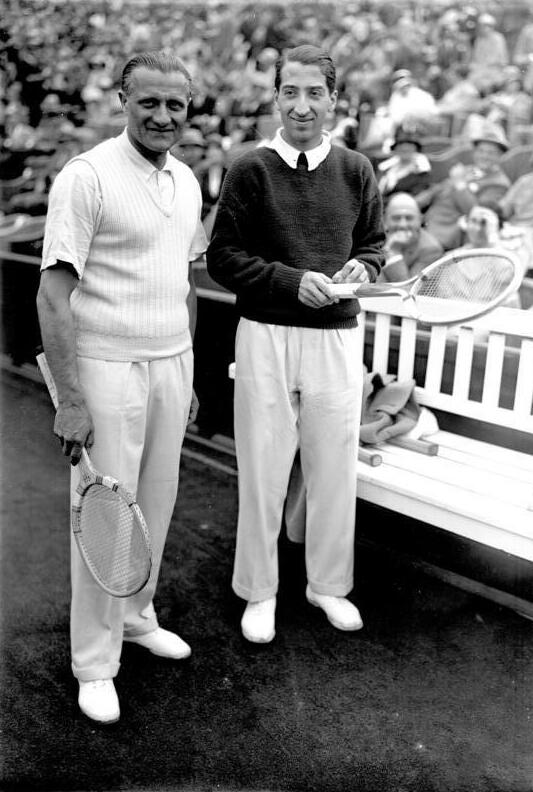
Otto Froitzheim (izquierda), con René Lacoste (derecha), en 1929 en un partido en Berlín

Froitzheim nació en Estrasburgo, entonces parte del Imperio Alemán, el 24 de abril de 1884. Su padre trabajaba como profesor en el liceo local y su madre era hija de un médico de Renania. Durante su infancia, practicó varios deportes, incluyendo atletismo, natación, patinaje sobre hielo y fútbol. A la edad de 16 años, comenzó a jugar al tenis.
Después de graduarse de la escuela con el Abitur en 1901, Froitzheim comenzó a estudiar derecho en la Universidad de Estrasburgo. En 1902, interrumpió sus estudios durante un año y sirvió en el 138.º regimiento de infantería en Estrasburgo. En otoño de 1903, después de su servicio militar, continuó sus estudios en la Universidad de Bonn. En 1904, aprobó el primer examen de derecho. En 1909, a la edad de 25 años, terminó sus estudios con el segundo examen. Froitzheim luego trabajó en la aduana de Estrasburgo.
Siendo mantenido prisionero de guerra en un campo de detención inglés durante la Primera Guerra Mundial, Frotzheim regresó a Estrasburgo en 1918 hasta que Alsacia-Lorena fue ocupada por las fuerzas francesas. Luego se mudó a Berlín, donde consiguió un trabajo en el departamento de policía con la tarea de luchar contra la usura. Trabajando como vicepresidente de policía en Colonia desde 1923, fue asignado presidente de policía de Wiesbaden en otoño de 1926. Cuando el Partido Nazi llegó al poder en 1933, se vio obligado a renunciar porque se negó a unirse a la SA. Sin embargo, con el apoyo de Hermann Göring, que admiraba la exitosa carrera internacional de tenis de Froitzheim, Froitzheim fue asignado vicepresidente del gobierno en Aquisgrán.
Froitzheim estaba comprometido con Leni Riefenstahl, a quien había conocido en 1921, durante algunos años y también tuvo una historia de amor con Pola Negri en la década de 1920. Murió después de una corta enfermedad en octubre de 1962.